# Moishe Broderzon

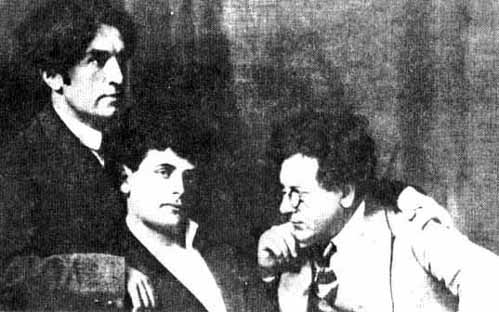
Moyshe Broderzon, Peretz Markish và Alter Kacyzne (từ trái sang phải)

Moishe Broderzon (23 tháng 11 năm 1890 - 17 tháng 8 năm 1956) là nhà thơ Yiddish, đạo diễn nhà hát, người sáng lập hội văn học Łódź mang tên Yung-yidish.
Ông sinh năm 1890 tại Moskva, nhưng gia đình ông là một trong những người Do Thái bị trục xuất vào năm 1891. Cha ông chuyển đến Łódź; mẹ ông đưa các con về quê nội ở Nesvizh (Nieswiez), Belorus. Năm 1900, gia đình được đoàn tụ tại Łódź.
Ông làm nhân viên kế toán và bắt đầu viết những bài tường thuật ngắn trên báo chí Yiddish ở Łódź. Năm 1914, ông phát hành một tuyển tập thơ của mình mang tên Shvartse fliterlekh.
Khi quân Đức xâm lược Łódź, Broderson chuyển đến Moskva và bắt đầu đăng tác phẩm thơ của mình trên các mặt báo Yiddish. Năm 1918,  ông cùng một số nhà văn thành lập Hội Nhà văn và Nghệ sĩ Do Thái ở Moskva.
Năm 1918, ở tuổi 28, Broderzon trở lại Łódź. Ông là người sáng lập nhóm văn học Yung-yidish và xuất bản tạp chí cùng tên. Tạp chí này giới thiệu thơ, văn xuôi và nghệ thuật thể nghiệm (experimental art). Vợ ông là bà Sheyne-Miryam là nữ diễn viên nổi tiếng.
Broderzon cũng cho thành lập một số nhà hát ở Łódź: Năm 1922, ông cùng với Yekhezkl-Moyshe Nayman, Yitschok Broyner và Henech Kon cho thành lập Nhà hát Yiddish Marionette Khad Gadyo và Shor habor. Năm 1924, ông và Henekh Kon viết nhạc cho vở opera tiếng Yiddish đầu tay. Vở opera này được trình diễn Nhà hát Kaminski ở Warszawa. Năm 1927, ông là một trong những người sáng lập sân khấu Ararat ở Łódź.
Năm 1939, ông và vợ mình chạy trốn khỏi lãnh thổ Ba Lan đến Liên Xô khi Ba Lan bị Đức Quốc xã đánh chiếm. Họ làm việc trong nhà hát Yiddish ở Moskva và kết nạp quốc tịch Liên Xô. Tháng 4 năm 1950, ông bị bắt, lãnh án mười năm tù và bị đày đến Siberi. Sau năm năm cải tạo trong trại lao động, ông được phép trở về Ba Lan vào tháng 7 năm 1956.  Ông qua đời vì một cơn đau tim  vào ngày 17 tháng 8 năm 1956 ở Warszawa.